# Zavrelia clinovolsella
Zavrelia clinovolsella är en tvåvingeart som beskrevs av Guo och Wang 2004. Zavrelia clinovolsella ingår i släktet Zavrelia och familjen fjädermyggor. Inga underarter finns listade i Catalogue of Life.